# 89 Јулија
89 Јулија (лат. 89 Julia) је астероид главног астероидног појаса са пречником од приближно 151,46 км.
Афел астероида је на удаљености од 3,017 астрономских јединица (АЈ) од Сунца, а перихел на 2,082 АЈ. 
Ексцентрицитет орбите износи 0,183, инклинација (нагиб) орбите у односу на раван еклиптике 16,143 степени, а орбитални период износи 1487,260 дана (4,071 године). 
Апсолутна магнитуда астероида је 6,60 а геометријски албедо 0,176.
Астероид је откривен 6. августа 1866. године.